# Яванский лягушкорот
Яванский лягушкорот (лат. Batrachostomus javensis) — вид птиц семейства лягушкоротов.
Вид распространён в Юго-Восточной Азии. Встречается на западе Вьетнама, юге и западе Лаоса, западе Камбоджи, в Таиланде, на востоке Мьянмы, в Малайзии, на Суматре, Яве, Калимантане, Палаване и Каламианских островах. Обитает в низменных влажных лесах.
Птица длиной до 23 см. Верхняя часть тела окрашена в смесь тёмно-коричневого, серого и белого цветов. Над глазом проходит белая полоса. Грудь и брюхо светло-коричневые.
Активный ночью. Питается насекомыми и мелкими беспозвоночными. Гнездо строит на развилке ветвей. В кладке одно-два белых яйца. Насиживает самка.